# Tången en Rudshult
Tången en Rudshult (Zweeds: Tången och Rudshult) is een småort in de gemeente Forshaga in het landschap Värmland en de provincie Värmlands län in Zweden. Het småort heeft 55 inwoners (2005) en een oppervlakte van 8 hectare. Eigenlijk bestaat het småort uit twee plaatsen: Tången en Rudshult.